# テルマエ・ロマエ よい風呂の日
テルマエ・ロマエ よい風呂の日（てるまえろまえよいふろのひ）とは、親子でお風呂に入って、親子との対話を深めたり、家族同士のふれあいを促すことを目的とする記念日である。4月26日のこと。由来は、よい（4）風呂（26）の語呂合わせ。
2014年に「テルマエ・ロマエII」制作委員会が制定し、日本記念日協会により認定された。